# Гококу-дзи (Токио)
Храм Гококу (яп. 護国寺 Гококу-дзи) — буддийский храм в специальном районе Бункё в Токио. Принадлежит школе Сингон.

## История
Храм был основан пятым сёгуном сёгуната Токугава — Токугавой Цунаёси — в честь матери Кэйсё-ин (яп. 桂昌院 кэйсё:ин), умершей в 1681 году.
Храм уцелел во время Второй мировой войны, не пострадав от американских бомбардировок.

## Знаменитые люди, похороненные в Гококу-дзи
- Сандзё Санэтоми (1837—1891) — и. о. премьер-министра Японии в 1889 году
- Джозайя Кондер (1852—1920) — британский архитектор
- Окума Сигэнобу (1838—1922) — премьер-министр Японии в 1898 и 1914—1916 годах
- Ямагата Аритомо (1838—1922) — премьер-министр Японии в 1889—1891 и 1898—1900 годах
- Масутацу Ояма (1923—1994) — основатель Кёкусинкай каратэ